# Parc éolien du Pic de Brau
Le parc éolien du Pic de Brau est un parc éolien situé dans le département de l'Aude en France sur les communes de Roquetaillade et de Conilhac-de-la-Montagne. Il s'étend sur le Pic de Brau à 564 m d'altitude sur 3,5 km de long sur une ligne Nord-Sud. Il est géré par la compagnie du vent, une filiale du groupe GDF Suez.

## Historique
Une première tranche de 8 éoliennes a été installée en octobre 2001 puis une deuxième tranche de 20 éoliennes supplémentaires a été mise en service fin 2008. Lors de l'extension de 2008, deux éoliennes supplémentaires remplacent les deux éoliennes vandalisées.
Le 18 novembre 2006, deux éoliennes sont incendiées à l'aide de bouteilles de gaz, de pneus et d'hydrocarbures. Une enquête criminelle est toujours en cours.

## Production
Chaque éolienne a une puissance de 850 kW. La puissance totale du site est de 22,28 MW. La production annuelle est estimée à 38 millions de kWh,.
Le parc permet d'alimenter entre 16 000 et 20 000 personnes et permet d’éviter l’émission de près de 25 000 tonnes de gaz carbonique chaque année.